# Івано-Франківський меморіальний сквер

Капличка в Меморіальному сквері

Івано-Франківський меморіальний сквер — сквер у місті Івано-Франківську, Україна, має статус пам'ятки державного значення.
Облаштований на території зруйнованого за радянської влади міського цвинтаря поблизу вулиці Сапіжинської (нині — Незалежності), відомого також як Станиславівський некрополь, Станіславський некрополь, де було поховано понад 10 000 осіб.

## Історія
Вхід до скверу розташовується між нинішніми готелем «Надія» та обласним музично-драматичним театром імені Івана-Франка. Праворуч від входу була німецька євангельська церква (1883), яку за радянських часів перетворили на спортзал, а пізніше повністю зруйнували. Навпроти розташовувалася спеціальна майстерня, де виробляли унікальні, не подібні між собою надгробні скульптури та гробівці. Тут працювали станиславівські, львівські, віденські майстри — Ян Бембнович, Маріан Антоняк, Юліан Марковський, Антон Шімзер. Але їхні роботи були знищені та безповоротно втрачені.
На початку 1980-х років старий некрополь міста був зруйнований майже повністю. Ймовірною причиною знищення могил у той час могло бути поховання 143 січових стрільців, а також учасників «польського» повстання 1831 р. та Січневого повстання (1863–1864 рр.). Після цього цвинтар закрили й перетворили його на сквер.
У 1982 році реконструювали сквер на меморіальний, — реставрували вцілілі могили, встановлені меморіальні дошки.
Повторна реконструкція меморіального скверу відбулася у 2002, під час якої на його території звели капличку Успіння Пресвятої Богородиці УГКЦ.

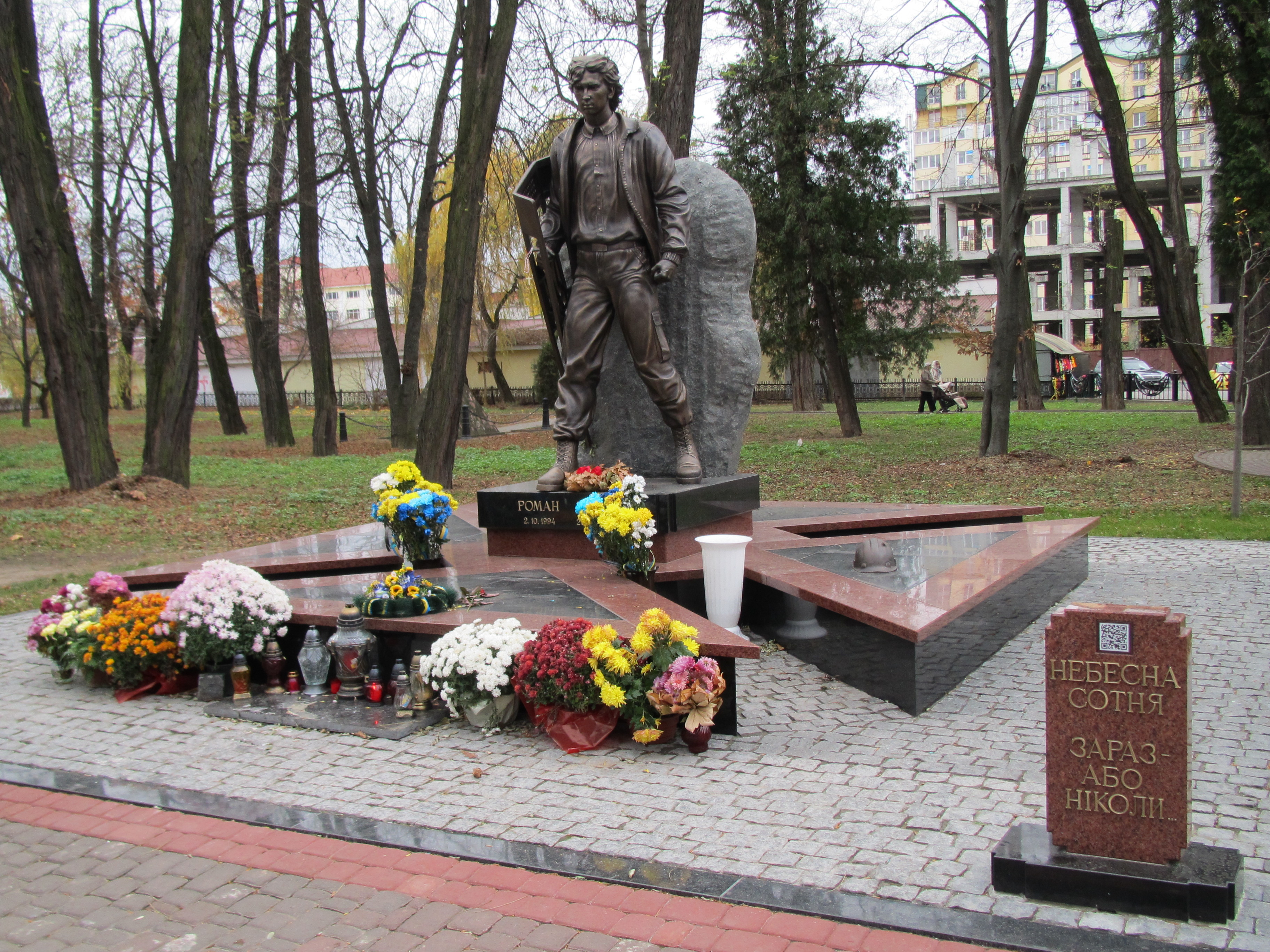
Пам'ятник Романові Гурику

## Поховані
- Бачинський Лев Васильович — український громадсько-політичний діяч, комісар Станиславівського повіту ЗУНР, віце-президент Національної Ради ЗУНР;
- Мелітон Бучинський — український правник, фольклорист і громадсько-культурний діяч;
- Михайло Мочульський — літературознавець;
- Денис Січинський — композитор, диригент;
- Євген Желехівський — професор та український мовознавець;
- Маврицій Гославський — польський поет і повстанець;
- Кароль Свідзінський — польський поет та учасник Паризької Комуни;
- Зиґмунт Мрочковський — лікар міського шпиталю;
- Хмеленко Григорій — хорунжий Армії УНР;
- Іван Мандичевський — адвокат, громадський діяч;
- Сабат Микола — український педагог, класичний філолог;
- Йосифа Дзвонковська — друге кохання Івана Франка, якій він присвятив 10 віршів, два з яких написані польською мовою.
- Яхно Іван — український педагог, природознавець.

### УчасникиВійни на сході України
- Юрій Баран — майор Збройних Сил України, учасник Війни на сході України. Лицар ордена «Богдана Хмельницького» III ступеня.
- Петро Безпалько — старший лейтенант МВС України, учасник Війни на сході України. Кавалер ордена «За мужність» I ступеня.
- Василь Семанюк — старший лейтенант МВС України, учасник Війни на сході України. Кавалер ордена «За мужність» I ступеня.
- Володимир Шарабуряк — старший прапорщик МВС України, учасник Війни на сході України. Кавалер ордена «За мужність» I ступеня.
- Михайло Шемегінський-Нестерук — старший сержант МВС України, учасник Війни на сході України. Кавалер ордена «За мужність» III ступеня.

### Герої Майдану
- Гурик Роман Ігорович — Герой України, один із Небесної сотні.

## Галерея

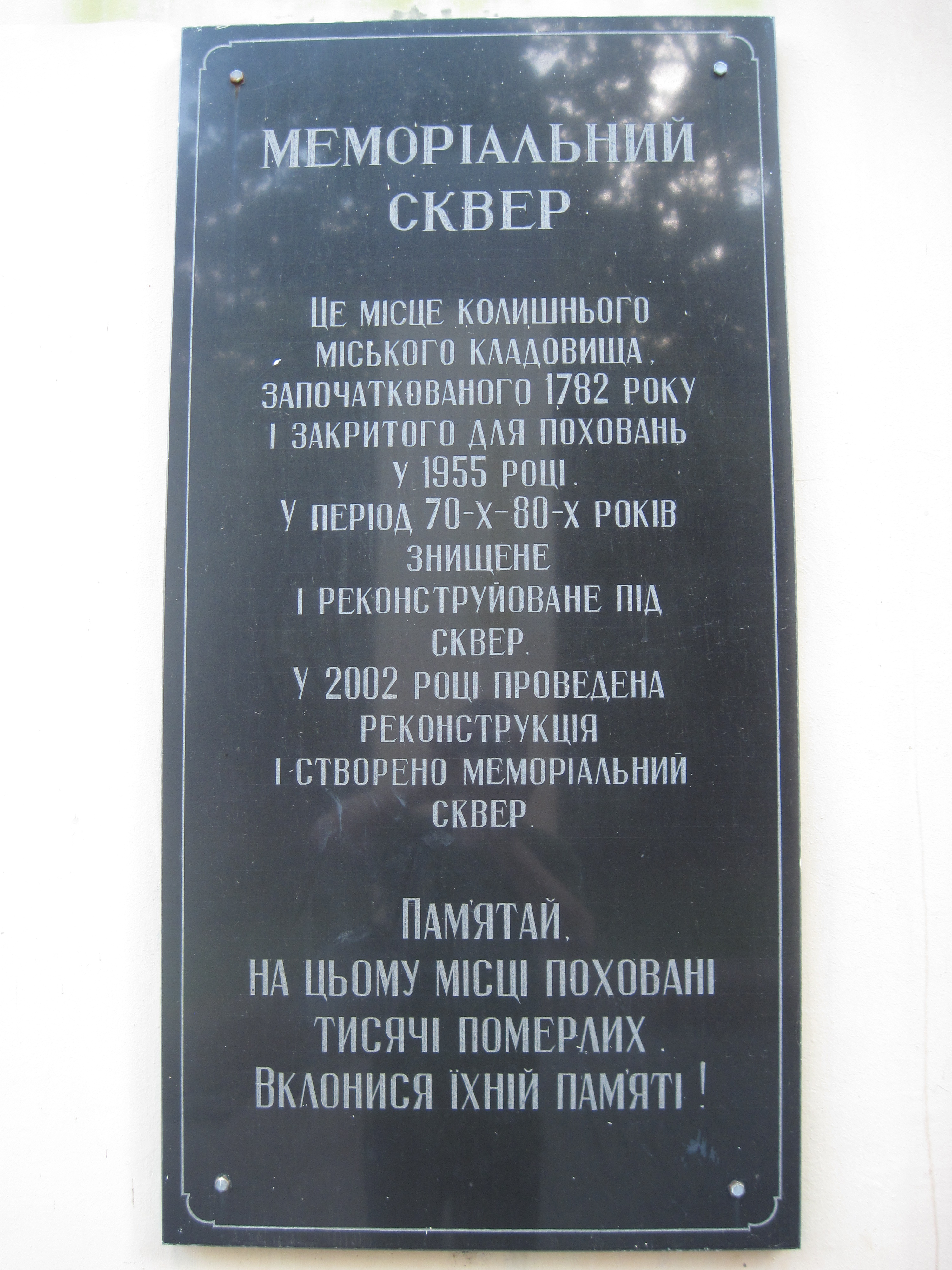
таблиця при вході
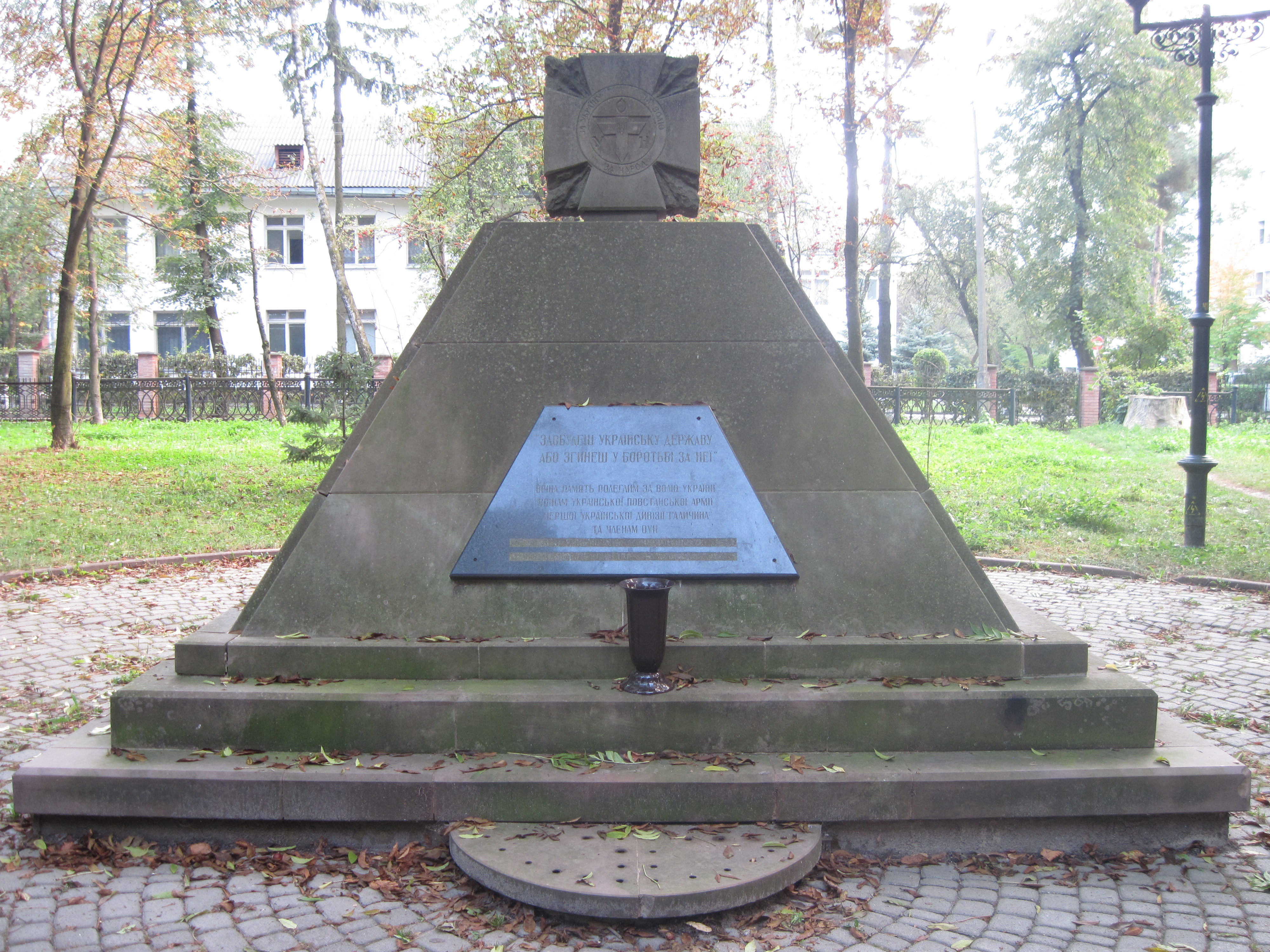
Пам'ятник загиблим ОУН-івцям, воякам УПА, дивізії Галичина
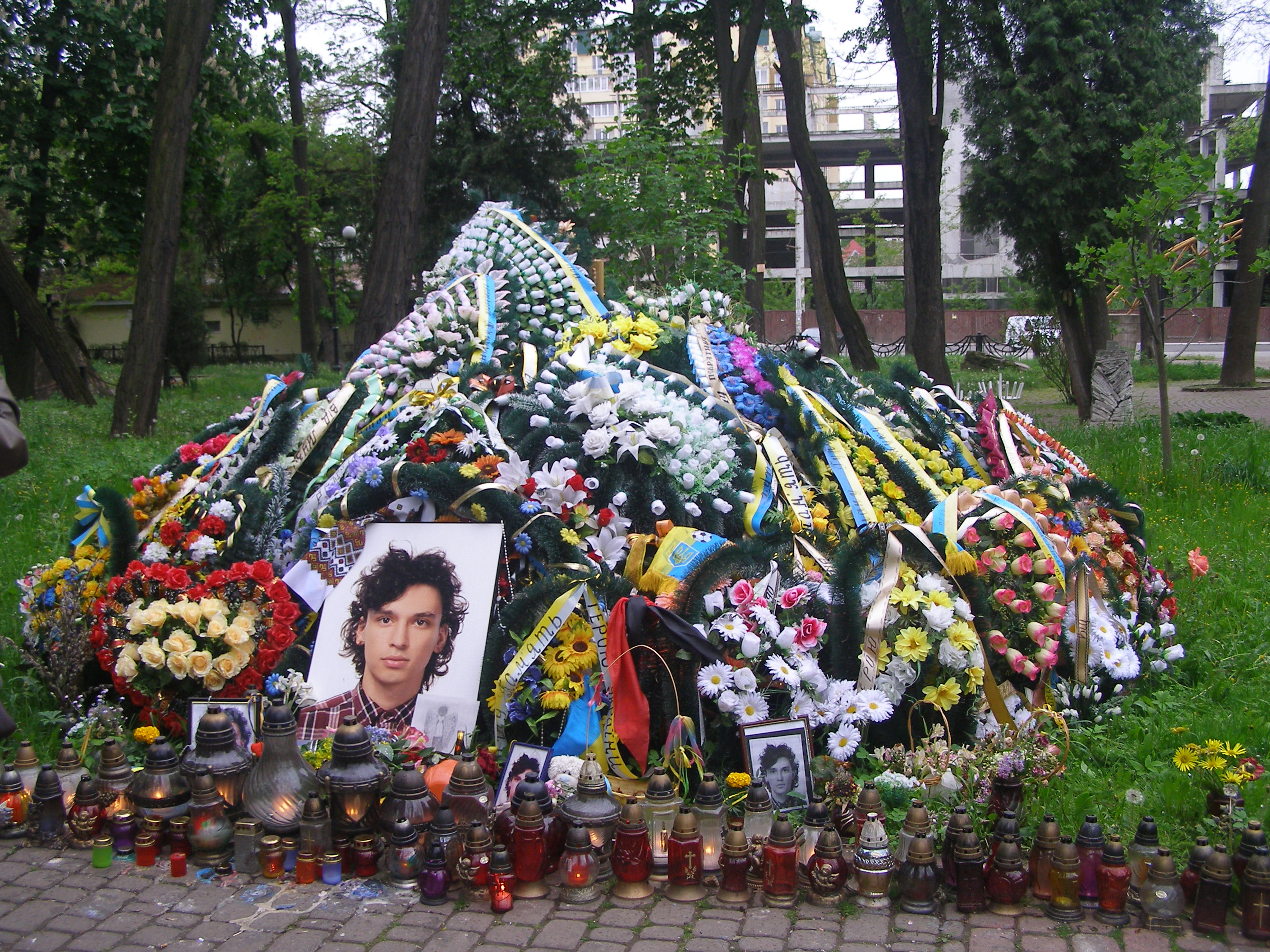
Могила Романа Гурика
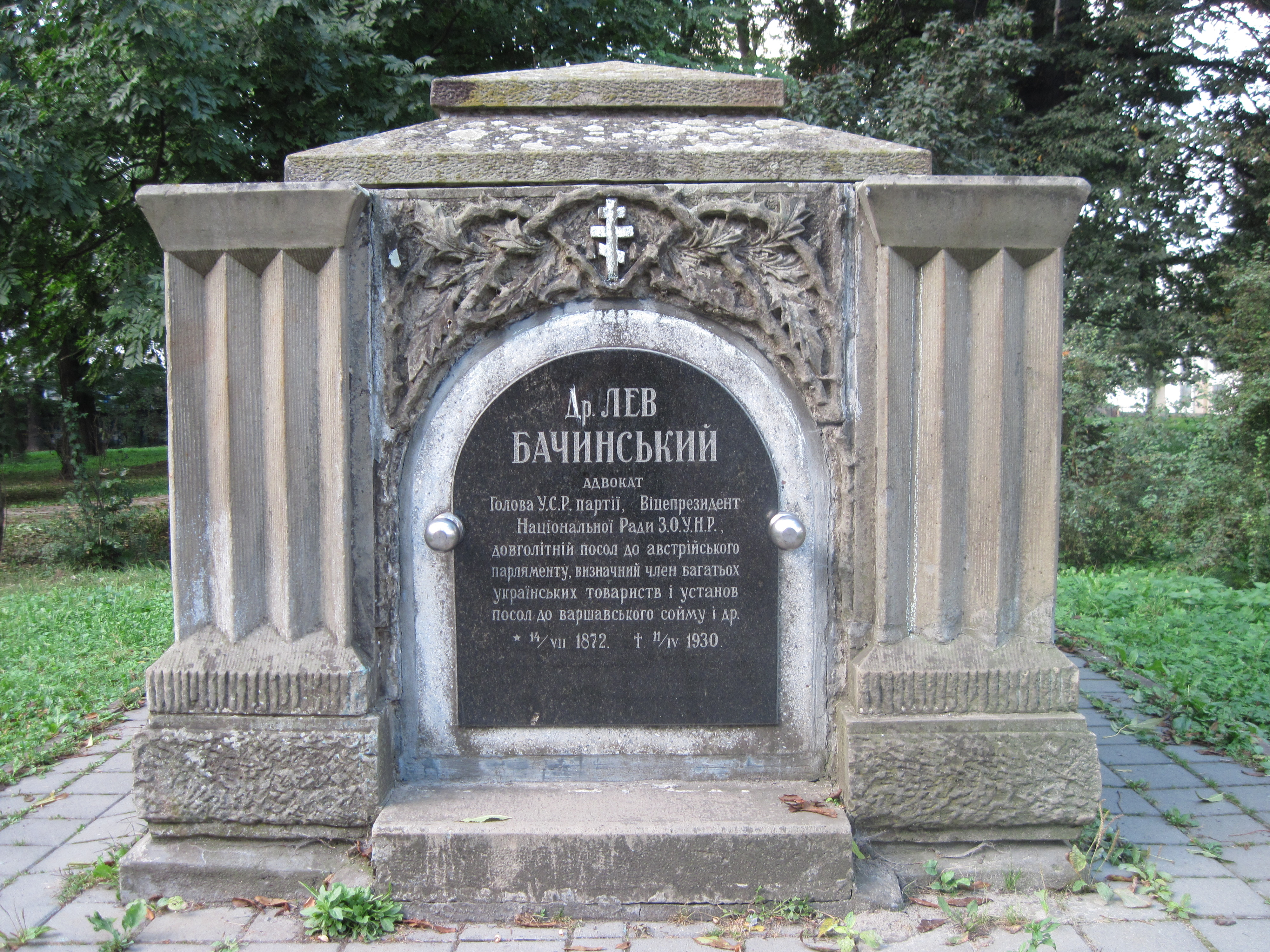
Надгробок Лева Бачинського. Фасад
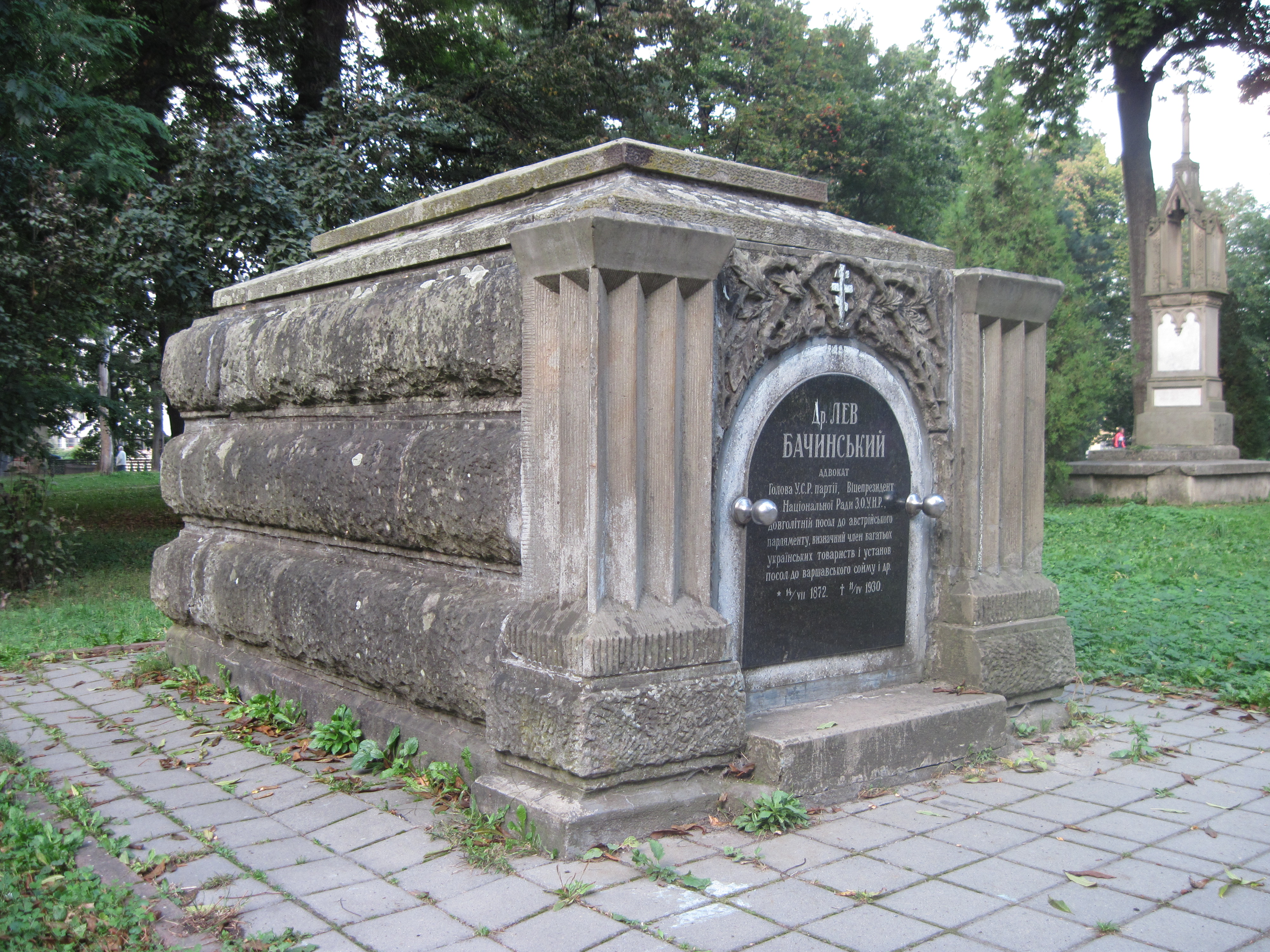
Надгробок Лева Бачинського. Вигляд збоку
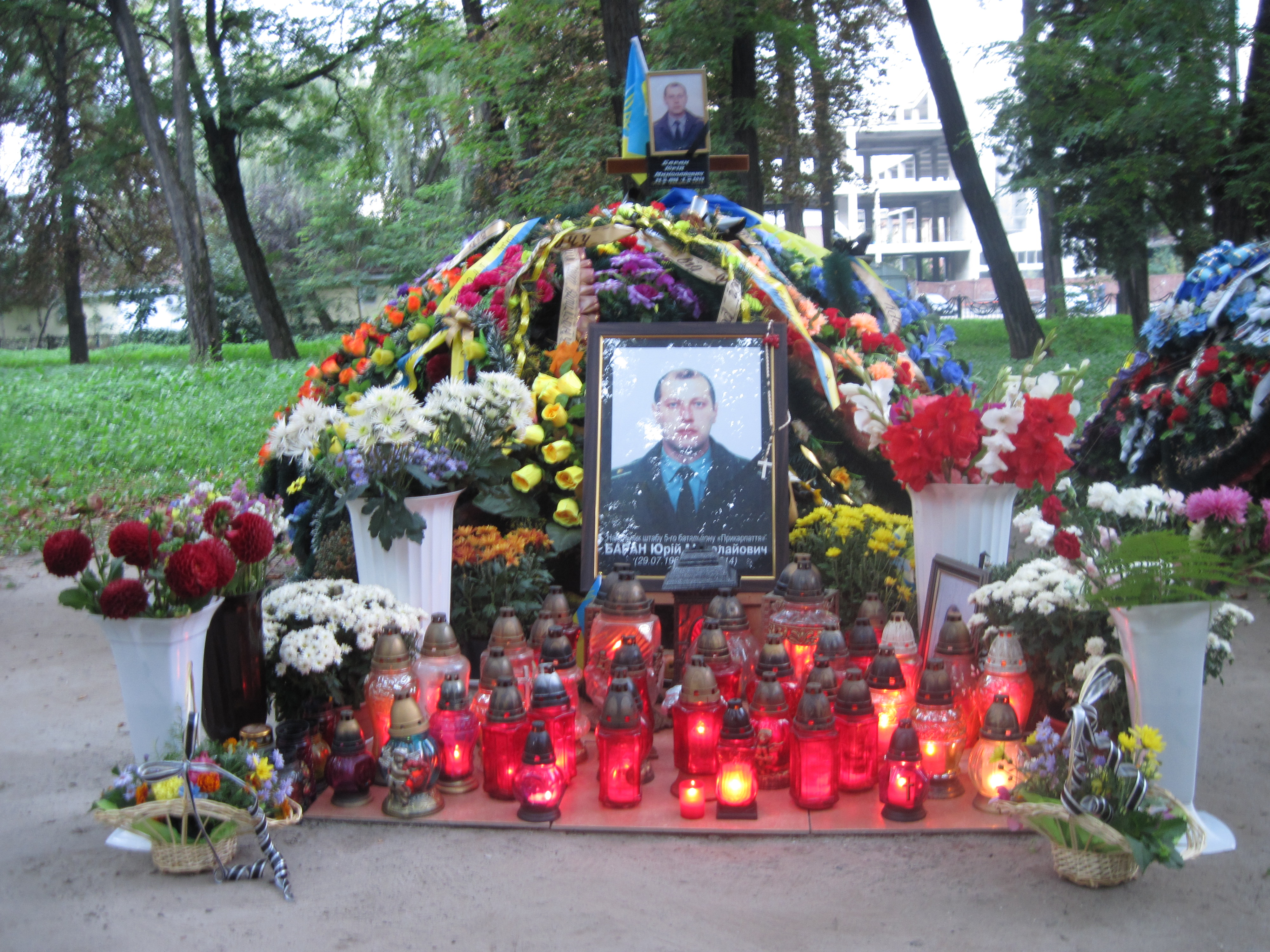
Могила Юрія Барана
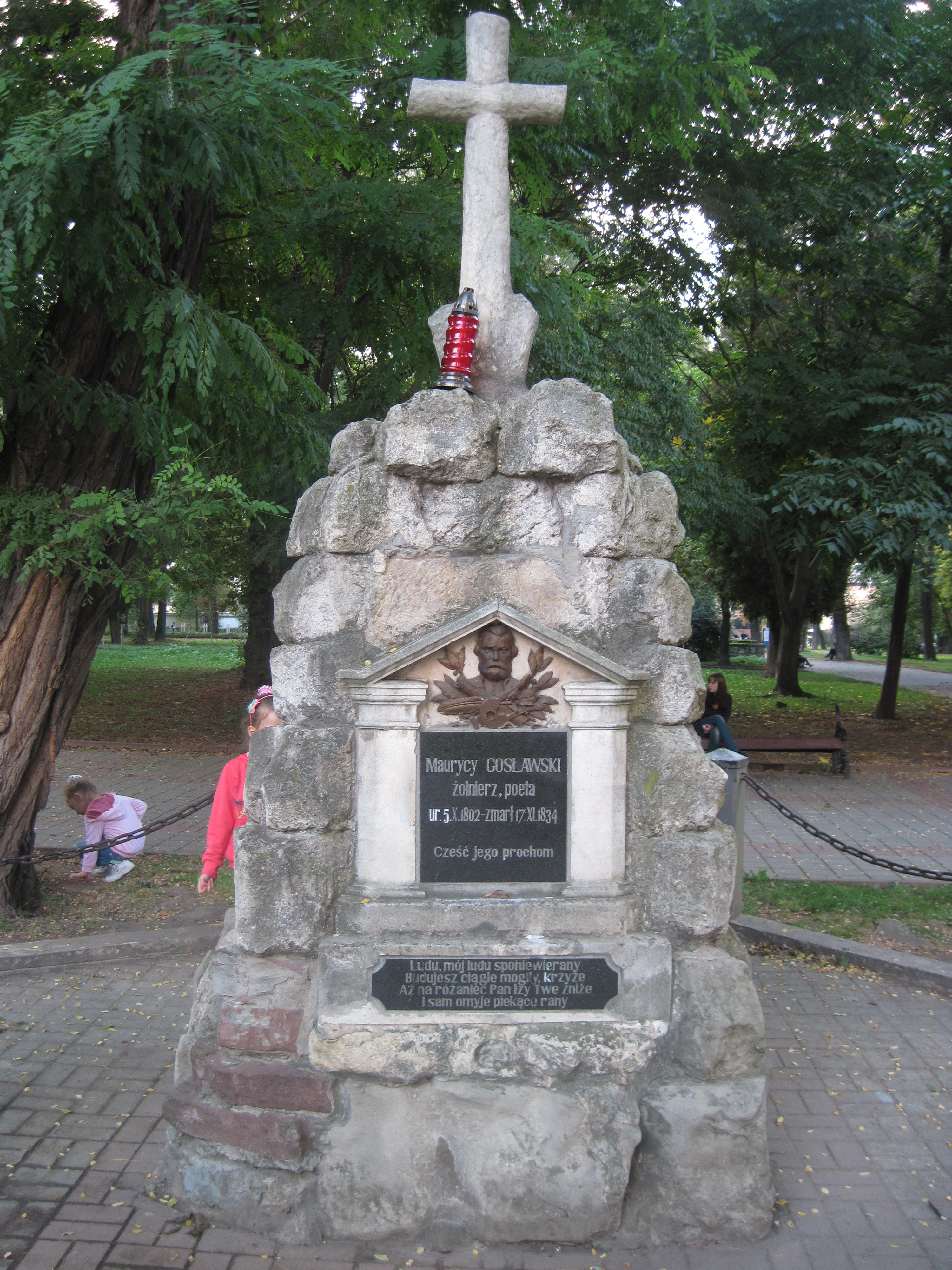
Ґославскі Маврицій, надгробок
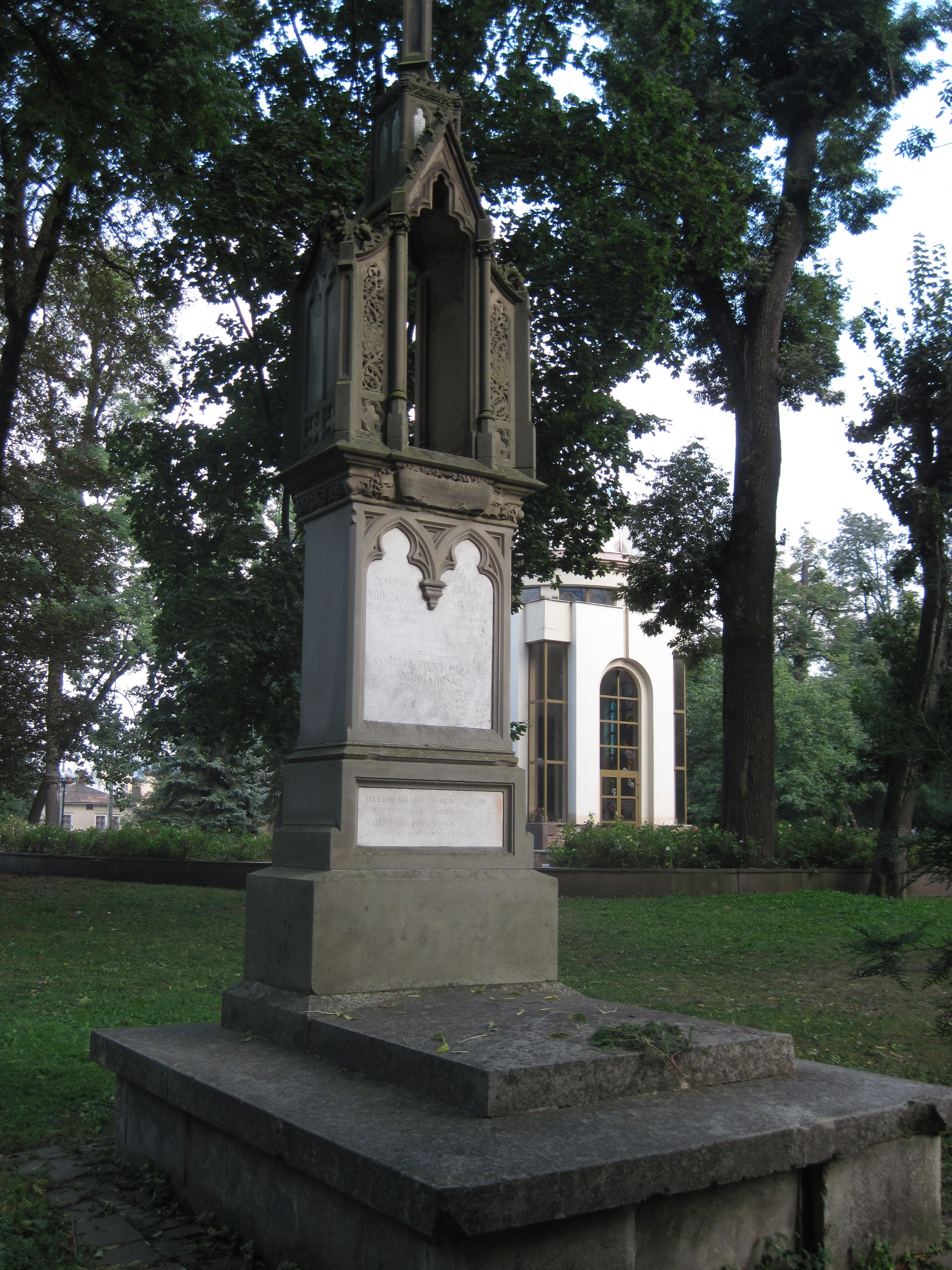
надгробок Зиґмунта Мрочковского